# Kościół Przemienienia Pańskiego w Drezdenku

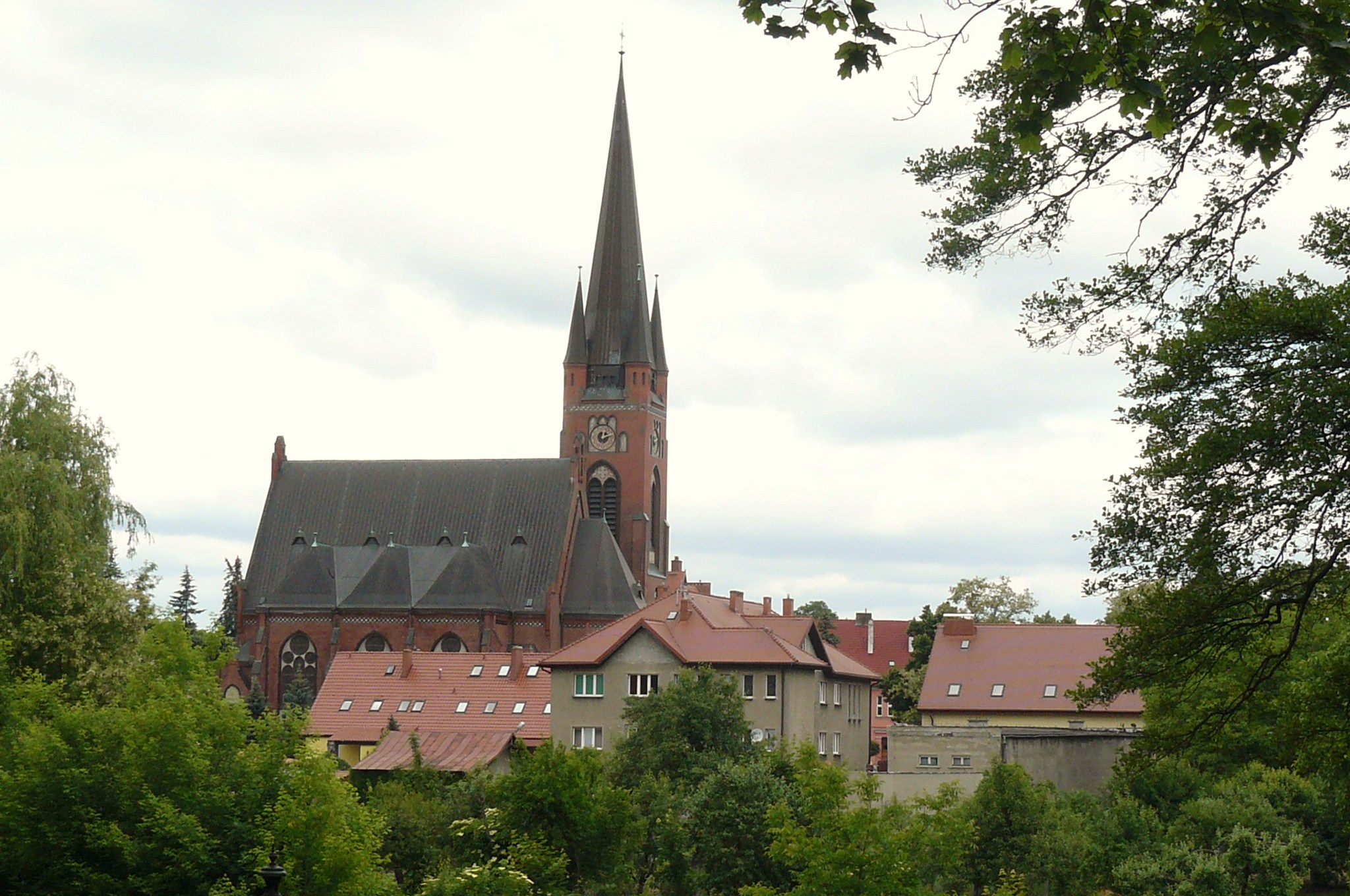
Obiekt w panoramie miasta

Kościół pw. Przemienienia Pańskiego w Drezdenku – kościół parafialny należący do parafii Przemienienia Pańskiego, dekanatu Drezdenko, diecezji zielonogórsko-gorzowskiej, metropolii szczecińsko-kamieńskiej, zlokalizowany w mieście Drezdenko, w powiecie strzelecko-drezdeneckim, w województwie lubuskim. Najwyższy kościół w województwie lubuskim i 27 pod względem wysokości kościół Polski. Jego wieża mierzy 78 metrów.

## Historia kościoła

### Administracja ewangelicka
W 1886 roku zapadła decyzja o wzniesieniu w miejsce XVIII-wiecznego szachulcowego kościoła ewangelickiego nowej świątyni. Przyjęto do realizacji projekt prof. Johannesa Otzena (m.in. budowniczego kościoła Marcina Lutra w Berlinie), choć niektórzy twierdzą, że architekta Maksa Spitty. Władze kościelne zatwierdziły projekt 15 stycznia 1896 roku, a koszt budowy tej neogotyckiej świątyni, bez wyposażenia, obliczono na 240.000 marek. Ciężar ten przyjęły na siebie ówczesne władze państwowe. Opiekę nad budową kościoła objęła cesarzowa i królowa Augusta Wiktoria. Kamień węgielny pod budowę nowej świątyni wmurowano w poniedziałek, 23 kwietnia 1900 roku, a już pod koniec września zamocowano na wieży gałkę z krzyżem. Budowę ukończono w 1902 roku. W tym samym roku rozebrano poprzedni kościół.
Nowy kościół otrzymał figuralne, patynowane witraże, które przedstawiają – w prezbiterium: sceny z Narodzenia Jezusa, Ucieczkę do Egiptu, Zwiastowanie, Pokłon Trzech Króli, Chrzest Chrystusa, Modlitwę w Ogrójcu, Ukrzyżowanie, Zesłanie Ducha Świętego, Ostatnią Wieczerzę. W trzech oknach pod witrażami w prezbiterium umieszczono dwa herby właścicieli tartaków – Ernesta i Leopolda Stolzów z napisem:
GESTIFTET · ZUM · ANDENKEN · AN · DEN · KOENIGLICHEN · COMMERZIENRAT · LEPOLD · STOLZ · VON · SEINEN · SOEHNEN · ERNST · U. · LEPOLD
(ufundowane na pamiątkę królewskiemu radcy miejskiemu Leopoldowi Stolz od synów Ernesta i Leopolda).
W bocznych oknach kościoła umieszczono witraże z ornamentami roślinnymi, a w okręgach postacie ze Starego Testamentu: proroków Joela, Zachariasza, Ozeasza, Ezechiela, Daniela oraz Króla Dawida wraz z odniesieniami do konkretnych wersetów biblijnych.
Świątynia wyposażona została w dwanaście świeczników pierścieniowych, które do 1945 roku posiadały oświetlenie gazowe, a następnie przerobiono je na elektryczne. W prezbiterium, na centralnym miejscu umieszczono ołtarz główny mozaikowy, wykonany z piaskowca, z marmurowymi kolumienkami. Mozaika przedstawia Chrystusa łamiącego chleb nad kielichem w asyście dwóch osób. Na cokole ołtarza po obu stronach tabernakulum częściowo widoczna jest ozdobna sentencja w języku niemieckim: Kommet [...] alles bereit. (Na podstawie Biblii niemieckiej z 1889 roku można uzupełnić: Kommt, denn es ist alles bereit – Przyjdźcie, bo wszystko jest gotowe [Łk 14, 17]). Po prawej stronie, przed prezbiterium ustawiono ambonę, również z piaskowca, na której umieszczono mozaiki przedstawiające Chrystusa i czterech Ewangelistów. Wysokość wieży wraz z dzwonnicą wynosi 78 metrów. Na wieży, nad dzwonnicą zainstalowany został zegar mechaniczny z 1902 roku. W tym samym roku na balkonie kościoła zainstalowano organy, zbudowane przez firmę Wilhelma Sauera, jako opus 869. (Patrz tabliczka firmowa na kontuarze: Wilhelm Sauer, Orgelbau-Anstalt, Frankfurt a/Oder, op. 869.) Na prospekcie widnieją elementy ornamentacyjne.
Podczas działań I wojny światowej w 1917 roku z wieży kościelnej w Drezdenku zabrano dzwony wykonane ze stopu spiżowego, które pochodziły z poprzedniego kościoła. W to miejsce, w latach 1920–1921 założono, wykonane w Bochum, dzwony staliwne, które służą do dziś. I tak największy – Miłość o masie 2294 kg i dolnym przekroju 1773 mm, średni – Wiara o masie 1490 kg i dolnym przekroju 1333 mm, mały – Nadzieja o masie 975 kg i dolnym przekroju 1277 mm.

### Administracja rzymskokatolicka
Kościół ten służył ewangelikom do 1945 roku, kiedy to, po postanowieniach poczdamskich i zmianie granic, został przekazany w administrowanie Księżom Kanonikom Regularnym Laterańskim, posiadającym Dom Prowincji Polskiej w Krakowie, przy kościele Bożego Ciała, a Dom Generalny w Rzymie, przy bazylice św. Piotra w Okowach. Z tego zakonu przybywa do Drezdenka 27 lipca 1945 roku ksiądz mgr Teofil Widełka, który już 5 sierpnia 1945 roku wyświęca dotychczasowy zbór ewangelicki na kościół rzymskokatolicki pw. Przemienienia Pańskiego. Wszystkie budowle sakralne, które po 1945 roku pozostały po ewangelikach, wyświęcono dla działalności Kościoła rzymskokatolickiego.
Dnia 6 września 1946 roku następuje zmiana na stanowiska proboszcza parafii Drezdenko. W miejsce ks. mgra Teofila Widełki CRL przybywa z Krakowa do Drezdenka ks. mgr Stefan Zagrodzki CRL. Kontynuuje dalej rozpoczęte dzieło organizacji życia religijnego, mając do współpracy ks. Józefa Stencla, organistę Edwarda Weidemanna oraz kościelnego i grabarza Józefa Kubisia.
W latach 1956–1957, na zlecenie ks. Zagrodzkiego, toruński artysta-plastyk p. Kowalski i jego córka dokonali odmalowania kościoła parafialnego, umieszczając m.in. przed prezbiterium, po lewej stronie wizerunek Objawienia Matki Bożej w Gietrzwałdzie w 1877 roku. Po prawej stronie namalowano procesję wokół sanktuarium Matki Bożej Częstochowskiej na Jasnej Górze, zaś na łuku tęczowym przed prezbiterium umieszczono postacie św. Andrzeja Boboli, św. Dominika, św. królowej Jadwigi, Matki Bożej Częstochowskiej, św. Stanisława Kostki, św. Elżbiety, św. Jacka. W prezbiterium, po lewej stronie widnieje postać św. Wojciecha, po prawej stronie zaś św. Augustyna, którego regułę realizują Kanonicy Regularni Laterańscy. Na balkonie, po lewej stronie widnieje scena Wniebowstąpienia oraz Zdjęcia Chrystusa z Krzyża; po drugiej stronie – widnieje Święta Rodzina i Pokłon Trzech Króli, z tyłu kościoła, po bokach organów św. Cecylia i zakonnik na modlitwie. W przedsionku pod wieżą ustawiono postać Chrystusa Króla, a także wykonano ołtarz Matki Bożej Nieustającej Pomocy. Na parterze, w bocznych nawach umieszczono stacje Drogi Krzyżowej.
W latach 1991–2000 przeprowadzono remont wieży i witraży. W 2009 poddano konserwacji zabytkowe organy.